# شهرستان اولشتین
شهرستان اولشتین (به لهستانی: Olsztyn County) یک شهرستان در لهستان است که در استان وارمی-ماسوری واقع شده‌است.

## خصوصیات
شهرستان اولشتین ۲٬۸۴۰٫۲۹ کیلومترمربع مساحت و ۱۱۳٬۵۲۹ نفر جمعیت دارد.